# Polyphlebium
 Polyphlebium, biljni rod iz porodice tankolistovki (Hymenophyllaceae), dio je razreda Polypodiopsida ili papratnica.
Pripada mu 16 vrsta na južnoj hemisferi, u planinskim šumama niskih nadmorskih visina.

## Vrste
1. Polyphlebium angustatum (Carmich.) Ebihara & Dubuisson
2. Polyphlebium capillaceum (L.) Ebihara & Dubuisson
3. Polyphlebium colensoi (Hook. fil.) Ebihara & K. Iwats.
4. Polyphlebium diaphanum (Kunth) Ebihara & Dubuisson
5. Polyphlebium endlicherianum (C. Presl) Ebihara & K. Iwats.
6. Polyphlebium exsectum (Kunze) Ebihara & Dubuisson
7. Polyphlebium haughtii (Morton) comb. ined.
8. Polyphlebium herzogii (Rosenst.) A. R. Sm. & M. Kessler
9. Polyphlebium hymenophylloides (Bosch) Ebihara & Dubuisson
10. Polyphlebium ingae (C. Chr.) Ebihara & Dubuisson
11. Polyphlebium philippianum (Sturm) Ebihara & Dubuisson
12. Polyphlebium pyxidiferum (L.) Ebihara & Dubuisson
13. Polyphlebium tenuissimum (Bosch) comb. ined.
14. Polyphlebium venosum (R. Br.) Copel.
15. Polyphlebium vieillardii (Bosch) Ebihara & K. Iwats.
16. Polyphlebium werneri (Rosenst.) Ebihara & K. Iwats.